# Halfthree Point
Halfthree är en udde i Antarktis. Den ligger i Sydshetlandsöarna. Argentina, Chile och Storbritannien gör anspråk på området.
Terrängen inåt land är varierad. Havet är nära Halfthree åt nordost. Trakten är glest befolkad. Närmaste befolkade plats är Escudero Station, 3,2 kilometer norr om Halfthree. 